# Apache Jackrabbit
Az Apache Jackrabbit nyílt forráskódú tartalomkezelő rendszer Java platformra. A Jackrabbit projekt fejlesztése 2004. augusztus 28-án kezdődött, amikor a Day Software licencelte a Java Content Repository API (JCR) eredeti implementációját. A Jackrabbit továbbá a JSR-170 referenciaimplementációja is, amely a Java Community Process-en keresztül került dolgoztak ki. A projekt 2006. március 15-én került ki az Apache Incubatorból, és vált az  Apache Software Foundation felső szintű projektjévé.
A JCR egy API-t határoz meg az alkalmazásfejlesztők (és alkalmazás-keretrendszerek) számára, mellyel képesek lesznek a modern tartalomkezelő rendszerekkel interakciót végezni. Olyan tartalomszolgáltatásokat nyújtanak, mint pl. keresés, verziókezelés, tranzakciók.

## Funkciók
- Általános / finomhangolt tartalomelérés
- Hierarchikus tartalomkezelés
- Strukturált tartalomkezelés
- Node típusok
- Property típusok - szöveg, szám, dátum
- Bináris propertyk
- XPath lekérdezések
- SQL lekérdezések
- Strukturálatlan tartalomkezelés
- Import és export
- Referenciaépség
- Jogosultságkezelés
- Verziókezelés
- JTA-támogatás
- Monitorozás
- Zárolás
- Fürtözés (klaszterezés)
- Többfajta perzisztenciamodell